# Fritz Arno Wagner
Pour les articles homonymes, voir Wagner.
Fritz Arno Wagner, né le 5 décembre 1884 à Schmiedefeld am Rennsteig (province de Saxe) et mort le 18 août 1958 à Göttingen (Basse-Saxe), est un directeur de la photographie allemand.

## Biographie
Considéré par beaucoup comme l'un des trois grands chefs opérateurs du cinéma expressionniste allemand au temps de la République de Weimar (1918-1933), avec ses collègues Karl Freund et Carl Hoffmann, Fritz Arno Wagner débute comme directeur de la photographie en 1919 (après avoir été opérateur d'actualités dès 1913).
Durant cette période, il assiste notamment Friedrich Wilhelm Murnau (trois films, dont Nosferatu le vampire en 1922), Fritz Lang (quatre films, dont M le maudit en 1931) et Georg Wilhelm Pabst (six films, dont L'Opéra de quat'sous en 1931).
Malgré le départ pour les États-Unis de F. W. Murnau (qui y meurt prématurèment en 1931), puis de réalisateurs fuyant le nazisme via la France (tels Kurt Bernhardt, Fritz Lang ou Anatole Litvak), il poursuit ses activités sous le Troisième Reich (1933-1945), entre autres aux côtés de Max W. Kimmich (deux films, dont Le Renard de Glenarvon en 1940) et Hans Steinhoff (deux films, dont Le Président Krüger en 1941).
Il continue son travail après la Seconde Guerre mondiale et jusqu'à sa mort en 1958 — d'un accident de la route —, contribuant au total à plus de cent-quarante films (majoritairement allemands, plus des coproductions), y compris ceux tournés en deux ou trois versions alternatives et avec des distributions différentes (pratique courante dans les années 1930). Ainsi, Le Testament du docteur Mabuse de Fritz Lang (1933) fait l'objet d'une version française alternative, coréalisée par René Sti.
Mort en 1958, Fritz Arno Wagner est enterré au Waldfriedhof de Berlin-Dahlem.

## Filmographie partielle
(comme directeur de la photographie, sauf mention contraire)
- 1919 : La Du Barry (Passion - Madame Du Barry) d'Ernst Lubitsch (premier assistant opérateur)
- 1919 : Vendetta de Georg Jacoby
- 1919 : Der Galeerensträfling de Rochus Gliese et Paul Wegener
- 1919 : Das Skelett des Herrn Markutius de Victor Janson
- 1920 : Sumurun d'Ernst Lubitsch
- 1921 : La Découverte d'un secret ou Le Château de Vogelöd (Schloß Vogelöd) de Friedrich Wilhelm Murnau
- 1921 : Das Spiel mit dem Feuer de Georg Kroll et Robert Wiene
- 1921 : Les Trois Lumières (Der müde Tod) de Fritz Lang
- 1921 : La Terre qui flambe (Der Brennende Acker) de Friedrich Wilhelm Murnau
- 1921 : Nachtbesuch in der Northernbank de Karl Grune
- 1922 : Nosferatu le vampire (Nosferatu, eine Symphonie des Grauens) de Friedrich Wilhelm Murnau
- 1923 : Zwischen Abend und Morgen d'Arthur Robison
- 1923 : Le Montreur d'ombres (Schatten - Eine nächtliche Halluzination) d'Arthur Robison
- 1924 : L'Étoile du cirque (Der Sprung ins Leben) de Johannes Guter
- 1925 : La Chronique de Grieshuus (Zur Chronik von Grieshuus) d'Arthur von Gerlach
- 1925 : Pietro, der Korsar d'Arthur Robison
- 1925 : Das Fräulein vom Amt d'Hanns Schwarz
- 1926 : Die drei Kuckucksuhren de Lothar Mendes
- 1926 : Vater werden ist nicht schwer... d'Erich Schönfelder
- 1927 : Am Rande der Welt de Karl Grune
- 1927 : L'Amour de Jeanne Ney (Die Liebe der Jeanne Rey) de Georg Wilhelm Pabst
- 1927 : Une Dubarry moderne (Eine Dubarry von heute) d'Alexander Korda
- 1928 : Les Espions (Spione de Fritz Lang
- 1928 : Marquis d'Eon, der Spion der Pompadour de Karl Grune
- 1929 : Le Journal d'une fille perdue (Tagebuch einer Verlorenen) de Georg Wilhelm Pabst
- 1929 : Waterloo de Karl Grune
- 1929 : La Fin de Napoléon à Sainte-Hélène (Napoleon auf St. Helena) de Lupu Pick
- 1929 : Das letzte Fort de Kurt Bernhardt
- 1930 : Quatre de l'infanterie (Westfront 1918) de Georg Wilhelm Pabst
- 1930 : Dolly macht Karriere d'Anatole Litvak
- 1930 : Scandale autour d'Éva (Skandal um Eva) de Georg Wilhelm Pabst
- 1930 : Brand in der Oper de Carl Froelich
- 1930 : Die Jagd nach dem Glück de Rochus Gliese
- 1930 : Barcarolle d'amour de Carl Froelich et Henry Roussel (version française alternative de Brand in der Oper)
- 1931 : M le maudit (M - Eine Stadt sucht einen Mörder) de Fritz Lang
- 1931 : Ronny de Reinhold Schünzel
- 1931 : Ronny de Reinhold Schünzel et Roger Le Bon (version française alternative du précédent)
- 1931 : La Tragédie de la mine (Kameradschaft) de Georg Wilhelm Pabst
- 1931 : Die 3-Groschen-Oper de Georg Wilhelm Pabst
- 1931 : L'Opéra de quat'sous de Georg Wilhelm Pabst (version française alternative de Die 3-Groschen-Oper)
- 1932 : Es wird schon wieder besser de Kurt Gerron
- 1932 : Das schöne Abenteuer de Reinhold Schünzel
- 1932 : La Belle Aventure de Reinhold Schünzel et Roger Le Bon (version française alternative de Das schöne Abenteuer)
- 1932 : Das Lied einer Nacht d'Anatole Litvak
- 1932 : La Chanson d'une nuit d'Anatole Litvak et Pierre Colombier (version française alternative de Das Lied einer Nacht)
- 1932 : Tell Me Tonight d'Anatole Litvak (version anglaise alternative de Das Lied einer Nacht)
- 1933 : Die Nacht der großen Liebe de Géza von Bolváry
- 1933 : Das Testament des Dr. Mabuse de Fritz Lang
- 1933 : Le Testament du docteur Mabuse de Fritz Lang et René Sti (version française alternative de Das Testament des Dr. Mabuse)
- 1933 : Spione am Werke de Gerhard Lamprecht
- 1933 : Das Schloß im Süden de Géza von Bolváry
- 1933 : Château de rêve de Géza von Bolváry et Henri-Georges Clouzot (version française alternative de Das Schloß im Süden)
- 1933 : Les Fugitifs (Flüchtlinge) de Gustav Ucicky
- 1933 : Au bout du monde de Gustav Ucicky et Henri Chomette (version française alternative de Les Fugitifs)
- 1934 : Ein Mann will nach Deutschland de Paul Wegener
- 1934 : Volga en flammes de Viktor Tourjansky (film franco-tchèque)
- 1935 : Prinzessin Turandot de Gerhard Lamprecht
- 1935 : Turandot, princesse de Chine de Gerhard Lamprecht et Serge Véber (version française alternative de Prinzessin Turandot)
- 1935 : Amphitryon - Aus den Wolken kommt das Glück de Reinhold Schünzel
- 1935 : Les dieux s'amusent de Reinhold Schünzel et Albert Valentin (version française alternative d’Amphitryon - Aus den Wolken kommt das Glück)
- 1936 : Savoy-Hotel (Savoy-Hotel 217) de Gustav Ucicky
- 1936 : Contrebande (Unter heißem Himmel) de Gustav Ucicky
- 1937 : On a tué Sherlock Holmes (Der Mann, der Sherlock Holmes war) de Karl Hartl
- 1937 : La Cruche cassée (Der zerbrochene Krug) de Gustav Ucicky et Emil Jannings
- 1938 : Adrienne Lecouvreur de Marcel L'Herbier (film franco-allemand)
- 1938 : Das Mädchen mit dem guten Ruf d'Hans Schweikart
- 1939 : Ein hoffnungsloser Fall d'Erich Engel
- 1939 : Der letzte Appell de Max W. Kimmich
- 1939 : Der vierte kommt nicht de Max W. Kimmich
- 1939 : La Lutte héroïque (Robert Koch, der Bekämpfer des Todes) d'Hans Steinhoff
- 1940 : Friedrich Schiller, triomphe d'un génie (Friedrich Schiller - Der Triumph eines Genies) d'Herbert Maisch
- 1940 : Aus erster Ehe de Paul Verhoeven
- 1940 : Le Renard de Glenarvon ou Grandison le félon (Der Fuch von Glenarvon) de Max W. Kimmich
- 1940 : Les Frontaliers (Feinde) de Viktor Tourjansky
- 1941 : Le Président Krüger (Ohm Krüger) d'Hans Steinhoff
- 1942 : Die Entlassung de Wolfgang Liebeneiner
- 1942 : Der Fall Rainer de Paul Verhoeven
- 1943 : Altes Herz wird wieder jung d'Erich Engel
- 1943 : Tragique destin de Giuseppe Fatigati
- 1943 : Ich werde dich auf Händen tragen de Kurt Hoffmann
- 1943 : Ein glücklicher Mensch de Paul Verhoeven
- 1944 : Herr Sanders lebt gëfahrich de Robert A. Stemmle
- 1945 : Meine Herren Söhne de Robert A. Stemmle
- 1948 : Das kleine Hofkonzert de Paul Verhoeven
- 1948 : Jeunes filles derrière les grilles (Mädchen hinter Gittern) d'Alfred Braun
- 1949 : Du bist nicht allein de Paul Verhoeven
- 1950 : Herrliche Zeiten d'Erik Ode et Günter Neumann
- 1951 : Die Schuld des Dr. Homma de Paul Verhoeven
- 1951 : Torreani de Gustav Fröhlich
- 1952 : Vienne, premier avril an 2000 (1. April 2000) de Wolfgang Liebeneiner
- 1952 : Ein ganz großes Kind de Paul Verhoeven
- 1952 : Der Fürst von Pappenheim d'Hans Deppe
- 1953 : La Rose de Stamboul (Die Rose von Stambul) de Karl Anton
- 1954 : Heideschulmeister Uwe Karsten d'Hans Deppe
- 1954 : Konsul Strotthoff d'Erich Engel
- 1954 : Clivia de Karl Anton
- 1955 : Die Frau des Botschafters d'Hans Deppe
- 1955 : Hotel Adlon de Josef von Báky
- 1956 : Die wilde Auguste de Georg Jacoby
- 1956 : Tausend Melodien d'Hans Deppe
- 1957 : Liebe, Jazz und Übermut d'Erik Ode
- 1958 : Wehe, wenn sie losgelassen de Géza von Cziffra
- 1958 : Ohne Mutter geht es nicht d'Erik Ode